# Sławków Południowy LHS
Sławków Południowy LHS – stacja kolejowa w Sławkowie, w województwie śląskim, w powiecie będzińskim.
W lipcu 2013 zakończona została trwająca od 2011 roku inwestycja dotycząca modernizacji układu torowego i infrastruktury na stacji Sławków LHS. Inwestycja sfinansowana została ze środków własnych spółki PKP LHS.